# Quốc kỳ Slovenia

Quốc kỳ Slovenia

Quốc kỳ Slovenia (tiếng Slovene: Zastava Slovenije) có ba màu nằm ngang bằng nhau là: màu trắng,xanh da trời và đỏ (giống quốc kỳ Nga). Phía trên bên trái có hình quốc huy có màu xanh da trời, phía dưới tấm lá chắn của quốc huy có gợn sóng trắng-lam xen kẽ nhau, nền là ba ngọn núi. Năm 1992, Slovenia sau khi tách ra thành lập quốc gia riêng từ Nam Tư đã chính thức sử dụng lá cờ này làm quốc kỳ.

## Lịch sử

Nguyên mẫu
Cộng hòa Nhân dân Slovenia
Cộng hòa Nhân dân Slovenia
Cộng hòa xã hội chủ nghĩa Slovenia
Quốc tịch kỳ(1995-1996)